# Darío Grandinetti
Darío Grandinetti (ur. 5 marca 1959 w Rosario) – argentyński aktor filmowy, teatralny i telewizyjny. 
Występuje zarówno w filmach argentyńskich, jak i hiszpańskich. Najbardziej znany z ról w filmach Pedro Almodóvara: Porozmawiaj z nią (2002) i Julieta (2016). Zagrał również w wielokrotnie nagradzanym argentyńskim filmie nowelowym Dzikie historie (2014) Damiána Szifrona.
Zdobywca Srebrnej Muszli dla najlepszego aktora na MFF w San Sebastián za rolę w thrillerze Rojo (2018) Benjamína Naishtata.